# سوئیندل ۸۶۹۰
سیارک ۸۶۹۰ (به انگلیسی: 8690 Swindle، نامگذاری:1992SW3) هشت هزار و ششصد و نودمین سیارک کشف شده‌است که در ۲۴ سپتامبر ۱۹۹۲ کشف شد.
قدر مطلق سیارک برابر ۱۵٫۲۰ است.